# Намібія на літніх Олімпійських іграх 1996
Намібія брала участь у Літніх Олімпійських іграх 1996 року в Атланті (США) вдруге за свою історію, і завоювала дві срібні медалі. Країна була представлена 8 спортсменами (6 чоловіками та 2 жінками) у 4 видах спорту: легка атлетика, бокс, стрільба і плавання. Прапороносцем на церемоніях відкриття та закриття Олімпійських ігор був стрілець Фрідгельм Сак. Олімпійська збірна Намібії посіла 55-те неофіційне загальнокомандне місце.

## Медалісти
| Медаль | Спортсмен        | Вид спорту     | Дисципліна      |
| ------ | ---------------- | -------------- | --------------- |
| Срібло | Френкі Фредерікс | Легка атлетика | 100 м, чоловіки |
| Срібло | Френкі Фредерікс | Легка атлетика | 200 м, чоловіки |

## Бокс
| Категорія | Спортсмен      | 1/32                           | 1/16               | Чвертьфінал        | Півфінал           | Фінал             | Фінал |
| Категорія | Спортсмен      | Суперник Результат             | Суперник Результат | Суперник Результат | Суперник Результат | Місце             |       |
| --------- | -------------- | ------------------------------ | ------------------ | ------------------ | ------------------ | ----------------- | ----- |
| до 48 кг  | Джозеф Бенгард | Рафаель Лосано (ESP) L 10-2    | завершив змагання  | завершив змагання  | завершив змагання  | завершив змагання |       |
| до 75 кг  | Саккі Шівуте   | Джастенн Кроуфорд (AUS) L 12-3 | завершив змагання  | завершив змагання  | завершив змагання  | завершив змагання |       |

## Легка атлетика
|           | Спортсмен         | Дисципліна | Гіт   | Гіт       | Чвертьфінал | Чвертьфінал | Півфінал | Півфінал  | Фінал   | Фінал |
| Результат | Спортсмен         | Дисципліна | Місце | Результат | Місце       | Результат   | Місце    | Результат | Місце   |       |
| --------- | ----------------- | ---------- | ----- | --------- | ----------- | ----------- | -------- | --------- | ------- | ----- |
| Чоловіки  | Френкі Фредерікс  | 100 м      | 10.32 | 21 Q      | 9.93        | 1 Q         | 9.94     | 2 Q       | 9.89    | 2     |
| Чоловіки  | Френкі Фредерікс  | 200 м      | 20.59 | 14 Q      | 20.38       | 4 Q         | 19.98    | 1 Q       | 19.68   | 2     |
| Чоловіки  | Джозеф Тжітунга   | марафон    | N/A   | N/A       | N/A         | N/A         | N/A      | N/A       | 2:27:52 | 76    |
| Жінки     | Елізабет Монгудгі | марафон    | N/A   | N/A       | N/A         | N/A         | N/A      | N/A       | 2:56:19 | 59    |

## Плавання
|          | Спортсмени     | Дисципліна           | Гіт     | Гіт | Фінал      | Фінал      |
| Час      | Спортсмени     | Дисципліна           | Місце   | Час | Місце      |            |
| -------- | -------------- | -------------------- | ------- | --- | ---------- | ---------- |
| Чоловіки | Йорг Ліндемеєр | 100 м брасом         | 1:05.50 | 35  | не пройшов | не пройшов |
| Жінки    | Моніка Даль    | 50 м вільним стилем  | 26.76   | 36  | не пройшла | не пройшла |
| Жінки    | Моніка Даль    | 100 м вільним стилем | 57.95   | 32  | не пройшла | не пройшла |

## Стрільба
Чоловіки
| Спортсмен     | Дисципліна                  | Кваліфікація | Кваліфікація | Фінал | Фінал | Разом | Разом |
| Спортсмен     | Дисципліна                  | Бали         | Місце        | Бали  | Місце | Бали  | Місце |
| ------------- | --------------------------- | ------------ | ------------ | ----- | ----- | ----- | ----- |
| Фрідгельм Сак | пневматичний пістолет, 10 м | 583          | =5           | 97.2  | 7     | 680.2 | 8     |